# Stratonicée de Carie
Stratonicée (en grec Στρατονικεία, aujourd'hui Eskihisar, dans la province de Muğla, Turquie) est une cité grecque d'Asie Mineure, en Carie, fondée par le roi séleucide Antiochos Ier, vers 270 av. J.-C. . La cité porte le nom de la seconde femme de Séleucos Ier, Stratonice Ire, en grec Στρατονίκη. La cité fut créée, comme beaucoup d’autres, en suivant les indications données par Aristote dans sa Politique, en particulier aux livres VII et VIII dans la description de sa Cité idéale : selon G. M. Cohen, « elle fut créée d’un coup par le souverain comme une polis avec ses beaux remparts étendus, se divisant en quartiers réguliers, et son calendrier original ; les villages ou groupes de villages indigènes furent absorbés par synœcisme dans le territoire de la ville. »
Après la défaite des Séleucides face aux Romains et la conclusion de la paix d'Apamée en 188 av. J.-C., Stratonicée fait partie du territoire attribué par Rome aux Rhodiens. Libérée de Rhodes par les Romains en 167-166 av. J.-C., elle devient une fidèle alliée de Rome. Ainsi, lors de la création de la province d'Asie en 133, elle reste libre ; fidèle à Rome pendant la première guerre mithridatique (88-85), elle obtient le renouvellement de son alliance et de son amitié avec Rome. Le traité est encore renouvelé après la guerre de Labienus de 39 av. J.-C., la cité ayant une nouvelle fois résisté aux attaques et conservé le parti romain. Les deux senatus-consulte renouvelant le traité sont connus par l’épigraphie de la cité.
Sous l’Empire, Stratonicée reste une cité libre, sauf pendant une courte période sous Vespasien, pour des raisons inconnues. Mais dès Domitien, elle retrouve sa liberté. C'est une cité prospère qui contrôle deux grands sanctuaires, celui de Zeus à Panamara et celui d’Hécate à Lagina.
La cité antique a été proposée en 2015 pour une inscription au patrimoine mondial et figure sur la « liste indicative » de l’UNESCO dans la catégorie patrimoine culturel.

## Sources
- Sahin, Mehmet Çetin : Die Inschriften von Stratonikeia. Teil 1: Panamara. Habelt, Bonn 1981,  (ISBN 3-7749-1893-7) (= Inschriften griechischer Städte aus Kleinasien, Bd. 21) ; Teil 2.1: Lagina, Stratonikeia und Umgebung. Habelt, Bonn 1982,  (ISBN 3-7749-1894-5) (= Inschriften griechischer Städte aus Kleinasien, Bd. 22.1) ; Teil 2.2: Neue Inschriften und Indices. In Zusammenarbeit mit Arminda Lozano-Velilla. Habelt, Bonn 1990,  (ISBN 3-7749-2326-4) (= Inschriften griechischer Städte aus Kleinasien, Bd. 22.2) ; Part III. Habelt, Bonn 2010,  (ISBN 978-3-7749-3680-5) (= Inschriften griechischer Städte aus Kleinasien, Bd. 68).